# Bhután az 1992. évi nyári olimpiai játékokon
Bhután a spanyolországi Barcelonában megrendezett 1992. évi nyári olimpiai játékok egyik részt vevő nemzete volt. Az országot az olimpián 1 sportágban 6 sportoló képviselte, akik érmet nem szereztek.

## Íjászat
Férfi
| Versenyző                                  | Versenyszám | Selejtező | Selejtező | Selejtező | Selejtező | Selejtező | Selejtező | Selejtező | Selejtező | Selejtező | Selejtező | Kieséses szakasz  | Kieséses szakasz  | Kieséses szakasz  | Kieséses szakasz  | Kieséses szakasz  | Helyezés |
| Versenyző                                  | Versenyszám | 30 m      | 30 m      | 50 m      | 50 m      | 70 m      | 70 m      | 90 m      | 90 m      | Pont      | Hely.     | 32-es főtábla     | Nyolcaddöntő      | Negyeddöntő       | Elődöntő          | Döntő             | Helyezés |
| Versenyző                                  | Versenyszám | Pont      | Hely.     | Pont      | Hely.     | Pont      | Hely.     | Pont      | Hely.     | Pont      | Hely.     | Ellenfél Eredmény | Ellenfél Eredmény | Ellenfél Eredmény | Ellenfél Eredmény | Ellenfél Eredmény | Helyezés |
| ------------------------------------------ | ----------- | --------- | --------- | --------- | --------- | --------- | --------- | --------- | --------- | --------- | --------- | ----------------- | ----------------- | ----------------- | ----------------- | ----------------- | -------- |
| Jubzang Jubzang                            | Egyéni      | 336       | 61.       | 306       | 58.       | 308       | 61.       | 271       | 62.       | 1221      | 63.       | kiesett           | kiesett           | kiesett           | kiesett           | kiesett           | 63.      |
| Karma Tenzin                               | Egyéni      | 335       | 62.       | 296       | 67.       | 302       | 67.       | 229       | 74.       | 1162      | 71.       | kiesett           | kiesett           | kiesett           | kiesett           | kiesett           | 71.      |
| Pema Tshering                              | Egyéni      | 309       | 75.       | 266       | 75.       | 284       | 75.       | 210       | 75.       | 1069      | 75.       | kiesett           | kiesett           | kiesett           | kiesett           | kiesett           | 75.      |
| Jubzang Jubzang Karma Tenzin Pema Tshering | Csapat      | 980       | 20.       | 868       | 20.       | 894       | 20.       | 710       | 20.       | 3452      | 20.       |                   | kiesett           | kiesett           | kiesett           | kiesett           | 20.      |

Női
| Versenyző                               | Versenyszám | Selejtező | Selejtező | Selejtező | Selejtező | Selejtező | Selejtező | Selejtező | Selejtező | Selejtező | Selejtező | Kieséses szakasz  | Kieséses szakasz  | Kieséses szakasz  | Kieséses szakasz  | Kieséses szakasz  | Helyezés |
| Versenyző                               | Versenyszám | 30 m      | 30 m      | 50 m      | 50 m      | 60 m      | 60 m      | 70 m      | 70 m      | Pont      | Hely.     | 32-es főtábla     | Nyolcaddöntő      | Negyeddöntő       | Elődöntő          | Döntő             | Helyezés |
| Versenyző                               | Versenyszám | Pont      | Hely.     | Pont      | Hely.     | Pont      | Hely.     | Pont      | Hely.     | Pont      | Hely.     | Ellenfél Eredmény | Ellenfél Eredmény | Ellenfél Eredmény | Ellenfél Eredmény | Ellenfél Eredmény | Helyezés |
| --------------------------------------- | ----------- | --------- | --------- | --------- | --------- | --------- | --------- | --------- | --------- | --------- | --------- | ----------------- | ----------------- | ----------------- | ----------------- | ----------------- | -------- |
| Namgyal Lhamu                           | Egyéni      | 313       | 60.       | 258       | 61.       | 252       | 61.       | 224       | 61.       | 1047      | 61.       | kiesett           | kiesett           | kiesett           | kiesett           | kiesett           | 61.      |
| Karma Tshomo                            | Egyéni      | 326       | 54.       | 277       | 57.       | 298       | 56.       | 259       | 58.       | 1160      | 58.       | kiesett           | kiesett           | kiesett           | kiesett           | kiesett           | 58.      |
| Pem Tshering                            | Egyéni      | 314       | 59.       | 269       | 59.       | 292       | 59.       | 254       | 59.       | 1129      | 60.       | kiesett           | kiesett           | kiesett           | kiesett           | kiesett           | 60.      |
| Namgyal Lhamu Karma Tshomo Pem Tshering | Csapat      | 953       | 17.       | 804       | 17.       | 842       | 17.       | 737       | 17.       | 3336      | 17.       |                   | kiesett           | kiesett           | kiesett           | kiesett           | 17.      |